# جنيفر ويلسون
جنيفر ويلسون (بالإنجليزية: Jennifer Wilson)‏ هي مغنية ومغنية أوبرا أمريكية، ولدت في فبراير 1966 في فيرفاكس في الولايات المتحدة.